# هارنبرگ
هارنبرگ (به آلمانی: Harenberg) یک منطقهٔ مسکونی در آلمان است که در زیلتسه واقع شده‌است. هارنبرگ ۱٬۷۸۷ نفر جمعیت دارد.